# مايكل كويرك
مايكل كويرك (بالإنجليزية: Michael Quirke) (10 سبتمبر 1991 بكوفنتري في المملكة المتحدة - ) هو لاعب كرة قدم بريطاني في مركز حراسة المرمى. شارك مع منتخب جمهورية أيرلندا تحت 21 سنة لكرة القدم. أما مع النوادي، فقد لعب مع كوفنتري سيتي ونادي كيترينغ تاون وCoalville Town F.C. ‏ وLoughborough Dynamo F.C. ‏ ونونيتون بورو ‏ ونادي ليمنجتون وBedworth United F.C. ‏.

## وصلات خارجية
- مايكل كويرك على موقع قاعدة بيانات كرة القدم.إي يو (الإنجليزية)
- مايكل كويرك على موقع Soccerbase.com (لاعب) (الإنجليزية)
- مايكل كويرك على موقع Soccerway.com (الإنجليزية)